# Gårdsjö
Gårdsjö is een plaats in de gemeente Gullspång in het landschap Västergötland en de provincie Västra Götalands län in Zweden. De plaats heeft 184 inwoners (2005) en een oppervlakte van 62 hectare.